# Mar Regueras
Mar Regueras (María del Mar Regueras Serrano, n. Barcelona, 11 de abril de 1970) es una actriz española de cine, teatro y televisión.

## Trayectoria
Es licenciada por el Instituto del Teatro de Barcelona, y tiene estudios cinematográficos con Francisco Pino. También se formó en el Institut Superior de Danza de Barcelona (clásica, contemporánea, jazz..) y es entrenadora nacional de gimnasia rítmica. Recibió clases de doma clásica en el Centro de Adiestramiento Víctor Álvarez.
En sus comienzos, Mar participó en el recordado concurso El Gran Juego de la Oca, como una de las "Oquettes" del programa. Así como también ha participado en varios programas de TVE, como Grand Prix, Música sí o El semáforo, también en algunos programas de la televisión autonómica catalana TV3.
Iniciada en el teatro, su primera incursión como actriz en televisión fue con un papel recurrente en la serie El comisario, de Telecinco. En cine debutó con Mi casa es tu casa.
Consiguió una candidatura en la XVII edición de los Premios Goya, como Mejor actriz de reparto por su papel en la película Rencor.

## Filmografía

### Cine[2]
- 2007: Los Totenwackers
- 2006: GAL
- 2005: 
  - Ninette
  - Volando voy
- 2003: 
  - Sin hogar
  - La flaqueza del bolchevique
- 2002: Rencor
- 2001: Mi casa es tu casa

### Series de televisión[3]
| Año       | Título                      | Personaje                | Cadena          | Datos        |
| --------- | --------------------------- | ------------------------ | --------------- | ------------ |
| 1999      | A las once en casa          |                          | La 1            | 1 episodio   |
| 1999-2002 | El comisario                | Lola Écija               | Telecinco       | 65 episodios |
| 2003      | Sin hogar                   | Rosa                     | Antena 3        | TV Movie     |
| 2004-2005 | De moda                     | Marta                    | FORTA           | 23 episodios |
| 2005      | Lobos                       | Mara Lobo                | Antena 3        | 9 episodios  |
| 2006      | Àngels i Sants              | Àngels                   | TV3             | 7 episodios  |
| 2007-2009 | Herederos                   | Julia Orozco Argenta     | La 1            | 36 episodios |
| 2008      | Buscando al hombre perfecto | Virginia                 | Canal Sur       | TV Movie     |
| 2011      | Ángel o demonio             | Ruth                     | Telecinco       | 1 episodio   |
| 2011      | Los misterios de Laura      | Vera                     | La 1            | 2 episodios  |
| 2011      | Tita Cervera. La baronesa   | Tita Cervera             | Telecinco       | 2 episodios  |
| 2012      | Hospital Central            | Manuela Rubio            | Telecinco       | 17 episodios |
| 2015      | La dama velada              | Matilde Grandi           | RAI y Telecinco | 2 episodios  |
| 2015      | Sin identidad               | Miriam Prats             | Antena 3        | 8 episodios  |
| 2017      | Servir y proteger           | Natalia Contreras        | La 1            | 10 episodios |
| 2018      | José Mota presenta          |                          | La 1            | 1 episodio   |
| 2020      | Desaparecidos               | Amelia                   | Telecinco       | 1 episodio   |
| 2025      | La Favorita 1922            | Marquesa de Buenaventura | Telecinco       | 1 episodio   |

### Programas de televisión
- 1997-1998: Música sí. (La 1). Presentadora.
- 1996-1997: Grand Prix. (La 1). Copresentadora.
- 1993-1994: El Gran Juego de la Oca. (Antena 3). Oquette Verde.
- 2017: Cámbiame. Invitada

### Teatro[4]
- 2010-2012: La guerra de los Rose
- 2000: Top Dogs
- 1999: Chicago
- 1993-1994: Golfus de Roma
- 1992: Cabaret